# 中卫农村商业银行
宁夏中卫农村商业银行股份有限公司（简称中卫农村商业银行），是在原中卫市农村信用合作联社基础上成立的股份制农村商业银行，2011年12月20日开业，注册资本1亿元，其中黄河农村商业银行为最大股东，入股1900万元，占19%。